# Melanie Stokke
Melanie Stokke (* 1. Oktober 1996 in Nordstrand (Oslo)) ist eine norwegische Tennisspielerin.

## Karriere
Stokke spielt seit ihrem siebten Lebensjahr Tennis, sie bevorzugt dabei den Sandplatz. Auf Turnieren des ITF Women’s Circuit gewann sie bislang vier Einzel- und drei Doppeltitel.
2015 erreichte sie außerdem das Achtelfinale der Schönbusch Open.
Im Jahr 2013 spielte Stokke erstmals für die norwegische Fed-Cup-Mannschaft. In ihrer Fed-Cup-Bilanz stehen 22 Siege und sechs Niederlagen zu Buche.
Ihr bislang letztes internationale Turnier spielte Stokke im Juli 2022. Sie wird daher nicht mehr in der Weltrangliste geführt.

## Turniersiege

### Einzel
| Nr. | Datum              | Turnier          | Kategorie   | Belag     | Finalgegnerin    | Ergebnis      |
| --- | ------------------ | ---------------- | ----------- | --------- | ---------------- | ------------- |
| 1.  | 14. Dezember 2014  | Antalya          | ITF $10.000 | Sand      | Chantal Škamlová | 7:5, 6:4      |
| 2.  | 29. März 2015      | Port El-Kantaoui | ITF $10.000 | Hartplatz | Lou Brouleau     | 2:6, 6:2, 6:3 |
| 3.  | 20. September 2015 | Bol              | ITF $10.000 | Sand      | Iva Primorac     | 5:7, 6:3, 6:4 |
| 4.  | 3. September 2017  | Bagnatica        | ITF $25.000 | Sand      | Martina Trevisan | 7:66, 6:3     |

### Doppel
| Nr. | Datum         | Turnier          | Kategorie   | Belag        | Partnerin         | Finalgegnerinnen                | Ergebnis         |
| --- | ------------- | ---------------- | ----------- | ------------ | ----------------- | ------------------------------- | ---------------- |
| 1.  | 4. April 2015 | Port El-Kantaoui | ITF $10.000 | Hartplatz    | Inês Murta        | Mihaela Buzărnescu Alena Kyrpot | 6:1, 7:5         |
| 2.  | 15. Mai 2015  | Bastad           | ITF $10.000 | Sand         | Cornelia Lister   | Veronica Corning Maja Ornberg   | 5:7, 6:3, [10:8] |
| 3.  | 10. März 2017 | Amiens           | ITF $15.000 | Sand (Halle) | Camilla Rosatello | Ilona Kremen Diāna Marcinkēviča | 6:4, 6:1         |